# Sigmodontini
Una rata algodonera es cualquier miembro del género Sigmodon de roedores. Son llamadas ratas algodoneras porque construyen sus nidos cerca del algodón, y pueden dañar los cultivos de algodón. Las ratas algodoneras tienen orejas pequeñas y pelaje oscuro; están en América del Norte y América del Sur. Son primariamente herbívoros. Sus molares tienen forma de S si se miran desde arriba. El nombre del género significa literalmente dientes en forma de S.
Sigmodon hispidus fue el primer organismo modelo usado en la investigación de poliomielitis.

## Clasificación
- Género Sigmodon
  - Subgénero Sigmodon
    - Sigmodon hispidus
      - Sigmodon alleni - Rata algodonera de Allen.
      - Sigmodon arizonae - Rata algodonera de Arizona.
      - Sigmodon hirsutus - Rata algodonera del sur.
      - Sigmodon hispidus - Rata algodonera híspida o rata crespa.
      - Sigmodon mascotensis - Rata algodonera del oeste mexicano.
      - Sigmodon ochrognathus - Rata algodonera hocico amarillo.
      - Sigmodon planifrons - Rata algodonera de Miahuatlán.
      - Sigmodon toltecus - Rata algodonera tolteca.
      - Sigmodon zanjonensis

    - Sigmodon fulviventer grupo de especies
    - Sigmodon fulviventer
      - Sigmodon inopinatus - Rata algodonera de Ecuador.
      - Sigmodon leucotis - Rata algodonera de oreja blanca.
      - Sigmodon peruanus - Rata algodonera peruana.

  - Subgénero Sigmomys
    - Sigmodon alstoni - Rata algodonera de Alston.